# Unione nazionale cronisti italiani
L'Unione nazionale cronisti italiani (il cui acronimo è UNCI) è un organismo sindacale che rappresenta i giornalisti italiani impegnati professionalmente  in quel particolare settore dell'informazione che è la cronaca, sia essa cittadina, nazionale o internazionale, nell'ambito del sindacato unico e unitario dei giornalisti, la Federazione Nazionale della Stampa Italiana (FNSI).
L'UNCI si batte per la difesa dei diritti dei giornalisti e la libertà di informazione, presupposto indispensabile  della democrazia. L'UNCI è composta da gruppi regionali e, secondo i dati del 2013, ha raggiunto oltre 1500 iscritti. La sede è a Roma.
Presidenti dell'Unione sono stati Vittorio Reali, Piero Passetti, Marcello Marrocco, l'attuale presidente è Guido Columba (in carica dal 1993).
L'UNCI, come gruppo di specializzazione, fa parte della FNSI e di conseguenza aderisce alle Federazione internazionale dei giornalisti (IFJ, acronimo di International Federation of Jounalists), la più grande federazione che riunisce sindacati e associazioni di giornalisti in tutto il mondo.

## La storia
Nata a metà del Novecento per far fronte alla necessità di tutelare in modo particolare quei giornalisti, appunto i cronisti, che per il lavoro svolto e le tematiche trattate sono particolarmente esposti, rispetto ad altri, ai “pericoli” di un mestiere sempre in costante evoluzione, l'Unci si è via via trasformata sino a diventare oggi un vero e proprio punto di riferimento per l'intero giornalismo italiano. Pur con la necessaria ed indiscutibile autonomia d'azione l'UNCI ha spesso affiancato la FNSI, l'Ordine nazionale dei Giornalisti, l'INPGI (l'Istituto Nazionale di Previdenza dei Giornalisti Italiani) e la CASAGIT (la Cassa Autonoma Giornalisti Italiani). Nel corso degli anni ha saputo comprendere le esigenze di una professione, quella del cronista, che nel giro di poco più di mezzo secolo ha subito grandi trasformazioni sia da un punto di vista contrattuale sia strutturale passando dal lavoro per la carta stampata, ai radiogiornali, ai telegiornali per finire ai notiziari on line.

## Gli obiettivi
L'UNCI, come recita il suo Statuto, "… promuove e disciplina la costituzione di nuovi Gruppi e ogni altra iniziativa idonea a migliorare l'organizzazione della categoria; stimola e favorisce lo sviluppo professionale, culturale e sindacale della categoria, anche attraverso la corretta applicazione del contratto nazionale di lavoro". Sostenitrice dell'irrinunciabile grande “scuola di formazione”  costituita da redazione e strada, l'UNCI ha sempre sostenuto l'esigenza di aggiungere al periodo di “praticantato” la formazione professionale continua nel rispetto della normativa europea, formazione soprattutto per i cronisti impegnati nei settori della cronaca nera, giudiziaria e politica.

## La struttura organizzativa
Organi dell'UNCI, sono: il Congresso nazionale, il Consiglio nazionale, il Presidente, la Giunta esecutiva, la Consulta dei Presidenti dei Gruppi regionali, il Collegio nazionale dei Revisori dei conti. Tutti gli incarichi sono elettivi e gratuiti, la durata del mandato è di quattro anni, è prevista la rieleggibilità.

## Le battaglie per il “Diritto di cronaca”
Numerosi sono stati nel corso degli anni gli interventi in difesa ed a sostegno dei cronisti che a causa delle loro inchieste giornalistiche si sono trovati in particolari situazioni (dai casi di minacce della mafia o della criminalità organizzata agli episodi di pressioni attuati dal potere politico). Tra le sue più recenti “battaglie” da ricordare gli interventi, le contestazioni e le manifestazioni anche di piazza, contro l'introduzione in Italia di leggi che in qualche modo potessero, direttamente o indirettamente, limitare la libertà di stampa, minacciando quindi il diritto alla corretta informazione, diritto che è proprio di ogni cittadino e garanzia di democrazia. 
Tra le sue “battaglie” la difesa dell'esercizio del diritto di cronaca nel rispetto della legge, la tutela dei minori e il rispetto della privacy.
Recentemente  l'UNCI ha denunciato apertamente  i tentativi di intimidire i cronisti con le cosiddette “querele pretestuose” con richieste di risarcimento danni milionari , “strumento”  usato per condizionare pesantemente il lavoro dei cronisti inducendoli  a non  fare inchieste giornalistiche ritenute scabrose.

## Premio Cronista e Giornata della Memoria
Due sono le iniziative di grande rilevanza attuate annualmente dall'UNCI: l'attribuzione del Premio Cronista e la Giornata della Memoria.
La prima, giunta alla 37/ma edizione, si propone di premiare quei cronisti che con coraggio hanno realizzato inchieste di particolare valore sociale, denunciando casi di malaffare, corruzione o discriminazione.  La seconda iniziativa, che si celebra in una diversa città italiana il 3 maggio di ogni anno (in concomitanza con la Giornata della Libertà di stampa indetta dall'Onu), ricorda tutti i cronisti uccisi, in Italia da mafie e terrorismo, e all'estero mentre assolvevano al loro impegno di informare i cittadini.